# Ancistrocerus spinolae
Ancistrocerus spinolae är en stekelart som först beskrevs av Henri Saussure 1856.  Ancistrocerus spinolae ingår i släktet murargetingar, och familjen Eumenidae. Inga underarter finns listade i Catalogue of Life.